# 龚国华
龚国华（1964年1月22日—），江西南昌人，中华人民共和国退役男子十项全能运动员。他参加了一次奥运会（1988年），在1990年6月24日创下了个人最好成绩7908分。

## 战绩
| 年   | 赛事           | 场馆               | 赛果   | 得分 |
| ---- | -------------- | ------------------ | ------ | ---- |
| 1987 | 亚洲锦标赛     | 新加坡             | 第1名  | 7848 |
| 1988 | 奥林匹克运动会 | 韩国汉城           | 第31名 | 7231 |
| 1989 | 亚洲锦标赛     | 印度新德里         | 第2名  | 7649 |
| 1990 | 亚洲运动会     | 中华人民共和国北京 | 第3名  | 7453 |
| 1991 | 亚洲锦标赛     | 马来西亚吉隆坡     | 第1名  | 7652 |

## 外部連結
- 龚国华在World Athletics（英语）
- 龚国华在Olympedia（英语）